# Ivonne Cisneros Luján
Angélica Ivonne Cisneros Luján (Ciudad de México, 17 de julio de 1957) es una académica y política mexicana, miembro del partido Movimiento Regeneración Nacional (Morena) y con anterioridad del Partido de la Revolución Democrática (PRD). Fue diputada federal de 2021 a 2024.

## Biografía
Es licenciada en Economía por la Universidad Nacional Autónoma de México (UNAM) y maestra en Administración Área Personal por la Universidad Veracruzana (UV), institución en la que también es docente en la maestría en Administración; en Salud Pública; en Administración Educativa; y, en el Programa de Gestión Municipal, además de investigadora tiempo completo Académico de Carrera Titular B del Instituto de Salud Pública.
En la UNAM fue consejera universitaria y de 1984 a 1988 fungió como secretaria de Trabajo Femenil del comité ejecutivo del Sindicato de Trabajadores de la UNAM y de 1995 a 1997 fue directora general de Recursos Humanos de la UV. Fue integrante del Movimiento Revolucionario del Pueblo y posteriormente del PRD. En las elecciones de 2017, como candidata de Morena, fue elegida síndica del ayuntamiento del municipio de Xalapa encabezado por Pedro Hipólito Rodríguez Herrero, y asumiendo el cargo el 1 de enero de 2018.
Sin embargo, se separó del último cargo a partir del 26 de noviembre del mismo año, y fue nombrada el 5 de diciembre siguiente, Comisionada Nacional de Protección Social de Salud titular del más comúnmente llamado Seguro Popular por el presidente Andrés Manuel López Obrador. Fue la última titular de dicho organismo, pues en los siguientes meses de 2019 se anunció su supresión y sustitución con el nuevo Instituto de Salud para el Bienestar (INSABI), que inició operaciones el 1 de enero de 2020, cesando Cisneros en su cargo.
Pasó entonces al cargo de directora general de Administración de la Secretaría de Salud, renunció al cargo en 2020, mismo año en que fue nombrada integrante de la Comisión Nacional de Encuestas de Morena. En 2021 fue elegida diputada federal por representación proporcional a la LXV Legislatura que tuvo término en 2024 y en la que fue presidenta de la comisión de Seguridad Social; e integrante de las comisiones de Federalismo y Desarrollo Municipal; y, de Salud. 
En el contexto de su función como integrante de la Comisión Nacional de Encuestas de Morena y la selección del aspirante presidencial de dicho partido en 2023, uno de los aspirantes, Gerardo Fernández Noroña, demandó fuera relevada de dicho cargo, por considerar que tiene un conflicto de interés al haber manifestado su apoyo a otra aspirante, Claudia Sheinbaum.